# Rangstarrheit
Als Rangstarrheit (engl.: rank rigidity) bezeichnet man in der Differentialgeometrie das Phänomen, dass nur für sehr spezielle Riemannsche Mannigfaltigkeiten der Rang größer ist als 1.
Zu diesen Beispielen von höherem Rang gehören im Wesentlichen lokal symmetrische Räume des entsprechenden Rangs sowie Mannigfaltigkeiten, deren universelle Überlagerung ein Riemannsches Produkt ist.

## Nichtpositive Krümmung
Wenn für eine Riemannsche Mannigfaltigkeit nichtpositiver Schnittkrümmung der Rang größer als 1 ist, dann ist sie entweder lokal symmetrisch oder ihre universelle Überlagerung ein Riemannsches Produkt.
Eine analoge Eigenschaft gilt auch für CAT(0)-Würfelkomplexe.

## Nichtnegative Krümmung
Es gibt Beispiele 9-dimensionaler Mannigfaltigkeiten nichtnegativer Schnittkrümmung, die höheren Rang haben, aber nicht homotopieäquivalent zu einem kompakten, lokal homogenen Raum sein können und deren universelle Überlagerung nicht als Riemannsches Produkt zerlegt werden kann.

## Krümmung variablen Vorzeichens
Für eine 3-dimensionale Riemannsche Mannigfaltigkeit, deren Rang größer als 1 ist, muss die universelle Überlagerung ein Riemannsches Produkt sein.